# Wyss (Familienname)
Wyss [viːs(ː)] ist ein Familienname.

## Bedeutung
Wyss ist ein ursprünglicher Übername, zu mittelhochdeutsch wîʒ „weiß, blond“, im Namen nach der auffällig hellen Haarfarbe oder Hautfarbe des ersten Namenträgers.

## Varianten
Diphthongierte Varianten sind Weis, Weiss, Weiß, Weisz, Weihs, Weissová.

## Namensträger

### A
- Adolf Wyss (1874–1946), Schweizer Augenarzt
- Albert Wyss (Architekt) (1843–1916), Schweizer Architekt
- Albert Wyss (Fussballspieler) (1952–2021), Schweizer Fußballspieler
- Alfred Wyss (1929–2016), Schweizer Denkmalpfleger
- André Wyss (1947–2018), Schweizer Romanist
- André R. Wyss (* 1958), US-amerikanischer Wirbeltier-Paläontologe
- Amanda Wyss (* 1960), US-amerikanische Schauspielerin
- Arnold Wyss (1904–1991), Schweizer Mathematiker und Didaktiker
- Arthur Wyss (Archivar) (1852–1900), deutscher Historiker und Archivar
- Arthur Wyss (Posthistoriker) (Arthur Wyss-Niederer), Schweizer Posthistoriker
- Arthur Wyss (Maler) (* 1950), Schweizer Maler

### B
- Barbara Wyss Flück (* 1963), Schweizer Politikerin (Grüne)
- Beat Wyss (* 1947), Schweizer Kunsthistoriker
- Bernhard Wyss (Schriftsteller) (Bernhard Wyß; 1833–1890), Schweizer Schriftsteller
- Bernhard Wyß (1892–1962), deutscher Schriftsteller und Literaturkritiker, siehe Otto Doderer
- Bernhard Wyss (Altphilologe) (1905–1986), Schweizer Altphilologe
- Bernhard Wyss (Maler) (* 1953), Schweizer Maler
- Bernhard Karl Wyss (1793–1870), Schweizer reformierter Geistlicher und Hochschullehrer
- Brigit Wyss (* 1960), Schweizer Politikerin (Grüne)

### D
- Danilo Wyss (* 1985), Schweizer Radrennfahrer
- David Wyss (Theologe) (1632–1700), Schweizer evangelischer Theologe und Hochschullehrer
- David von Wyss der Ältere (1737–1815), Schweizer Politiker, Bürgermeister von Zürich
- David von Wyss der Jüngere (1763–1839), Schweizer Politiker, Bürgermeister von Zürich
- Denise Wyss (* 1965), Schweizer Priesterin
- Dieter Wyss (1923–1994), deutscher Psychiater, Psychotherapeut, Anthropologe und Hochschullehrer
- Dolores Wintersberger-Wyss (1946–2005), französisch-schweizerische Künstlerin

### E
- Edmund Wyss (1916–2002), Schweizer Politiker (SP)
- Edouard Wyss-Dunant (1897–1983), Schweizer Arzt und Alpinist
- Emil Wyss (1883–1968),  Schweizer Landschaftsarchitekt
- Ernst Wyss (Politiker) (1857–1916), Schweizer Politiker
- Ernst Wyss (Jurist) (1893–1955), Schweizer Jurist und Steuerbeamter
- Esther Egger-Wyss (* 1952), Schweizer Politikerin (CVP)

### F
- Franz Wyss (Mediziner) (1915–1973), Schweizer Internist und Hochschullehrer
- Franz Anatol Wyss (* 1940), Schweizer Maler
- Franz Salomon Wyss (1796–1849), schweizerisch-österreichischer Generalmajor
- Friedrich von Wyss (1818–1907), Schweizer Jurist, Historiker und Heraldiker
- Friedrich Wyss (1832–1918), Schweizer Lehrer und Autor
- Fritz Wyss (1881–1943), Schweizer Siedlungsgeograf

### G
- Georg von Wyss (1816–1893), Schweizer Politiker und Historiker
- Georg Wyss (Mediziner) (1940–1998), Schweizer Arzt
- Georg von Wyss (Manager) (* 1964), Schweizer Manager und Finanzanalyst
- Georg Heinrich von Wyss (1862–1900), Schweizer Physiker
- Gérard Wyss (* 1944), Schweizer Pianist
- Gottfried Wyss (1921–2019), Schweizer Politiker und Regierungsrat des Kantons Solothurn

### H
- Hans von Wyss (Mediziner, 1847) (1847–1901), Schweizer Rechtsmediziner und Hochschullehrer
- Hans von Wyss (Mediziner, 1881) (1881–1914), Schweizer Internist und Hochschullehrer
- Hans Wyss (Ingenieur) (1884–1952), Schweizer Wasserbauingenieur
- Hans Wyss (Verleger) (1894–1987), Schweizer Verleger
- Hans Wyss (Mathematiker) (1901–1977), Schweizer Versicherungsmathematiker
- Hans Wyss (Mediziner, 1926) (Hans I. Wyss; 1926–2011), Schweizer Gynäkologe und Hochschullehrer
- Hans Wyss (Tiermediziner) (* 1960), Schweizer Tierarzt
- Hans Huggler-Wyss (1877–1947), Schweizer Bildhauer
- Hansjörg Wyss (* 1935), Schweizer Unternehmer und Mäzen
- Hans Konrad Wyss (1749–1826), Schweizer Politiker
- Hans Oskar Wyss (1871–1950), Schweizer Mediziner und Fotograf
- Hans Rudolf Wyss (1731–1798), Schweizer Mediziner
- Hedi Wyss (* 1940), Schweizer Schriftstellerin und Journalistin
- Heinrich Wyss (1854–1928), Schweizer Politiker und Richter
- Hermann Wyss (* 1942), Schweizer Maler, Dichter, Galerist und Politiker

### J
- Jakob Wyss (Glasmaler), Schweizer Glasmaler
- Jakob Otto Wyss (1846–1927), schweizerisch-US-amerikanischer Postbeamter und Richter
- Johann Wyss (Politiker) (1888–1955), Schweizer Politiker (KVP)
- Johann Bernhard Wyss (1909–1988), Schweizer Altphilologe, Bibliothekar und Schriftsteller
- Johann David Wyss (1743–1818), Schweizer Pfarrer und Autor
- Johann Emanuel Wyss (1782–1837), Schweizer Maler und Zeichner
- Johann Jakob Wyss (Maler, 1754) (1754–1828), Schweizer Maler
- Johann Jakob Wyss (Maler, 1876) (1876–1936), Schweizer Maler
- Johann Rudolf Wyss (der Ältere) (1763–1845), Schweizer Pfarrer und Dichter
- Johann Rudolf Wyss (1782–1830), Schweizer Dichter und Philosoph
- Josef Wyss (Bildhauer) (1922–2005), Schweizer Bildhauer
- Josef Wyss (Heimatforscher) (* 1934), Schweizer Heimatforscher
- Joseph Wyss (1868–1956), Schweizer Automobilunternehmer

### K
- Karl Wyss (1909–1947), Schweizer Moderner Fünfkämpfer
- Katharina Wyss (* 1979), Schweizer Filmregisseurin

### L
- Laure Wyss (1913–2002), Schweizer Journalistin und Schriftstellerin
- Laurent Wyss (* 1977), Schweizer Filmregisseur, Drehbuchautor und Journalist.

### M
- Marcel Wyss (Künstler) (1930–2012), Schweizer Grafikdesigner und Künstler
- Marcel Wyss (Regisseur) (* 1978), Schweizer Filmregisseur und -editor
- Marcel Wyss (Radsportler) (* 1986), Schweizer Radrennfahrer
- Max Albert Wyss (1908–1977), Schweizer Journalist und Fotograf
- Mischa Wyss (* 1983), Schweizer Chansonnier und Kabarettist
- Monika Wyss (* 1959), Schweizer Priesterin

### N
- Nicole Wyss (* 1976), Schweizer Politikerin
- Nikolaus Wyss (* 1949), Schweizer Ethnologe, Herausgeber und Autor

### O
- Oskar Wyss (1840–1918), Schweizer Kinderarzt und Hochschullehrer
- Otto Wyss (1889–1960), Schweizer Rechtsanwalt und Politiker
- Otto Wyss-Dierks (1911–1994), Schweizer Fotograf und Fotoreporter

### P
- Paola von Wyss-Giacosa (* 1970), Schweizer Ethnologin
- Paul Wyss (Künstler, 1875) (1875–1952), Schweizer Kunstgewerbelehrer, Maler und Grafiker
- Paul Wyss (Fussballspieler) (1893–1974), Schweizer Fußballspieler
- Paul Wyss (Künstler, 1897) (1897–1984), Schweizer Maler, Zeichner und Lithograf
- Paul Wyss (Politiker) (* 1928), Schweizer Eishockeyspieler und Politiker (FDP)
- Paul Wyss (Künstler, 1937) (* 1937), Schweizer Maler und Bildhauer
- Paul Friedrich von Wyss (1844–1888), Schweizer Jurist
- Peter Wyss (Pfarrer) (1919–2019), Schweizer Pfarrer, Mundartdichter und Heimatforscher
- Peter Wyss (1925–2000), Schweizer Radiojournalist
- Peter Wyss (Illustrator) (* 1943), Schweizer Illustrator
- Plazid Martin Wyss (1807–1874), Schweizer Politiker, Regierungsrat Schwyz

### R
- Rebecca Wyss (* 1985), Schweizer Journalistin
- Regina Fuhrer-Wyss (* 1959), Schweizer Politikerin (SP)
- Renate Wyss (* 1985), Schweizer Marathonläuferin
- Renato Wyss (* 1966), Schweizer Unihockeytrainer
- René Wyss (1925–2017), Schweizer Archäologe und Konservator
- Reto Wyss (Ruderer) (* 1952), Schweizer Ruderer
- Reto Wyss (Autor) (* 1964), Schweizer Psychologe und Autor
- Reto Wyss (Politiker) (* 1965),  Schweizer Politiker (CVP)
- Robert Wyss, Geburtsname von Robert Wuellner (1885–1966), Schweizer Schauspieler, Regisseur und Produzent
- Robert Wyss (Schwimmer) (1901–1956), Schweizer Schwimmer und Wasserballspieler
- Robert Wyss (Grafiker) (1925–2004), Schweizer Grafiker, Illustrator und Holzschneider
- Robert L. Wyss (Robert Ludwig Wyss; 1921–2003), Schweizer Kunsthistoriker
- Roland Wyss (* 1942), Geologe
- Rolf Wyss (* 1946/1947), Schweizer Fernsehjournalist, Volksmusik-Redakteur und Produzent
- Rudolf Wyss (Pfarrer) (1855–1913), Schweizer Pfarrer, Redakteur und Schriftsteller
- Rudolf Wyss (Journalist) (1903–1998), Schweizer Journalist und Redaktor
- Rudolf Wyss (Mediziner) (1917–1996), Schweizer Psychiater
- Ruedi Wyss (Rudolf J. Wyss; 1932–2007), Schweizer Musiker und Komponist
- Ruedi Wyss (Grafiker) (* 1949), Schweizer Grafiker, Veranstalter, Herausgeber und Hochschuldozent

### S
- Salomon von Wyss (1769–1827), Schweizer Kaufmann, Jurist und Bankier
- Sarah Wyss (* 1988), Schweizer Politikerin (SP)
- Silvan Wyss (* 1993), Schweizer Eishockeyspieler
- Sophie von Wyss (1874–1951), Schweizer Radiererin und Malerin

### T
- Tamara Wyss (1950–2016), deutsche Dokumentarfilmregisseurin
- Theodor Wyss (1872–1943), Schweizer Brauereiunternehmer
- Theophil Wyss (1890–1971), Schweizer Bauingenieur und Hochschullehrer
- Thomas Wyss (* 1966), Schweizer Fußballspieler

### U
- Ulrich Wyss (* 1945), Schweizer Germanist und Hochschullehrer
- Urs Wyss (* 1939), Schweizer Phytopathologe und Entomologe
- Ursula Wyss (* 1973), Schweizer Politikerin (SP)

### V
- Verena Wyss (* 1945), Schweizer Schriftstellerin
- Vinzenz Wyss (* 1965), Schweizer Kommunikationswissenschaftler

### W
- Walter Wyss (1938–2021), Schweizer Physiker und Hochschullehrer in den USA
- Walter Heinrich von Wyss (1884–1970), Schweizer Internist und Wissenschaftshistoriker
- Walter Otto Wyss (1911–2001), schweizerisch-US-amerikanischer Ingenieur und Automobilbauer
- Werner W. Wyss (1926–2014), Schweizer Maler, Zeichner und Grafiker
- Wilhelm von Wyss (1864–1930), Schweizer Klassischer Philologe, Lehrer und Bibliothekar
- Wilhelm Wyss (1920–2000), Schweizer Spanienkämpfer und Uhrmacher
- William Wyss (* 1938), Schweizer Politiker

### Y
- Yannis Wyss (* 2001), Schweizer Unihockeyspieler

## Nachweise
1. ↑  familiennamen.ch – Das Portal der schweizerischen Familiennamenforschung: Wyss, Weiss, Wiss.
2. ↑  Schweizerisches Idiotikon, Band XVI, Spalte 1984 ff., Artikel wīss; zum Namen Sp. 1995 f.
3. ↑  Vgl. Duden. Familiennamen. Herkunft und Bedeutung von 20.000 Nachnamen. Bearbeitet von Rosa und Volker Kohlheim. Dudenverlag, Mannheim/Leipzig/Wien/Zürich 2005; unter Weiss, Weiß sowie Wyss.